# Johann Christoph Kellner
Johann Christoph Kellner, född 15 augusti 1736 i Gräfenroda, Thüringen, död 1803 i Cassel, var en tysk organist och kompositör. Han var son till organisten Johann Peter Kellner

## Biografi
Johann Christoph Kellner föddes 1736 i Gräfenroda, Thüringen. Han var son till organisten Johann Peter Kellner. Kellner var elev till Georg Anton Benda i Gotha och blev organist vid Katolska hovkapellet i Cassel. Han gav ut Grundriss des Generalbasses som utkom i sju upplagor. Kellner var även kompositör och komponerade klaverkonserter, trios för piano, violin och cello, orgelverk och operetten Die Schadenfreude. Han avled 1803 i Cassel.